# Herb Jagerberga

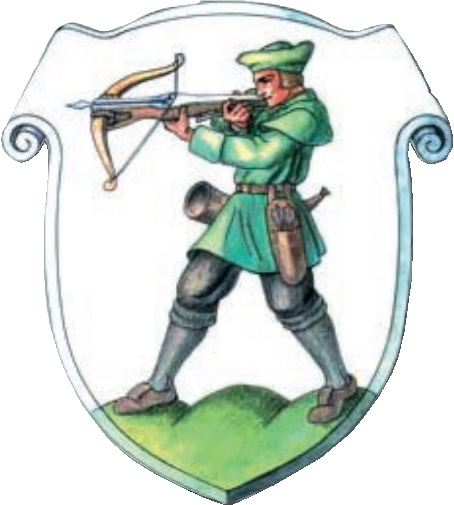
Herb Jagerberga

Herb Jagerberga – herb miejski austriackiej gminy targowej Jagerberg (Styria).

## Opis herbu
Na srebrnej tarczy jako mobilia herbowe widnieje postać myśliwego celującego z kuszy. Na pasie po lewej ma mały kołczan na strzały, po prawej zaś trąbkę sygnałową. Postać myśliwego stoi na zielonym trójwzgórzu.